# فينتشنزو كابيلو
فينتشنزو كابيلو (بالإيطالية: Vincenzo Cappello) سنة (1469 - 1541) أحد النبلاء ورجل الدولة من جمهورية البندقية، اشتهر باسم ادميرال البحرية البندقية في معركة بروزة ضد أسطول الدولة العثمانية بقيادة خير الدين بربروس.

## سيرته
ولد فينسينزو كابيلو في البندقية عام 1469، لأبوه نيكولو كابيلو. لوحظ لأول مرة في ميلانو في أكتوبر 1499، عندما حاول دون جدوى بيع قلادة إلى الملك لويس الثاني عشر ملك فرنسا.  في 30 أغسطس 1502، ومرة أخرى في 28 مارس 1504، تم تعيينه في منصب أمين صندوق الدولة.

### قبطان قافلةفلاندرز
في يونيو 1504، تم تكليفه بمهمة قافلة السفن التجارية الكبرى (مودا) إلى فلاندرز ولندن، وهي واحدة من أكثر الطرق التجارية ربحًا في ذلك الوقت.  بعد شهور من الاستعدادات، أبحرت القافلة في فبراير 1505. أثبتت الرحلة نجاحها، بحيث بحلول يوليو 1506، كانت السفن البندقية محملة بالبضائع لرحلة العودة لدرجة أنه كان لا بد من ترك 300 كرة من الصوف.  في 27 يوليو 1506، استقبل الملك هنري السابع ملك إنجلترا كابيلو، ومنحه امتيازات تجارية، ومنحه لقب فارس، ومنحه الحق في ضم نهضة تيودور بين ذراعيه. كممثل لجمهورية البندقية، تلقى كابيلو أيضًا رسائل النوايا الحسنة والتحالف إلى الجمهورية.  في رحلة العودة، ظهر حظ كابيلو مرة أخرى: هاجمته سفينة جنوة الحربية التي اعتقدت أنه قرصان، وتم إحضاره إلى كالياري، ولم يتمكن من تأكيد هويته هناك فحسب، بل جمع أيضًا سلعًا جديدة بقيمة 6000 دوكات.  لدى عودته إلى البندقية في 28 نوفمبر 1506، تركت سفنه المحملة بالبضائع انطباعًا رائعًا وضمنت له ثروة كبيرة، والتي وظفها كابيلو في ممارسة مهنة سياسية.

## العمل السياسي والعسكري
في أبريل 1509، كشف كابيلو أنه أقرض 10000 دوكات لجمهورية البندقية. على الرغم من رفض ذلك، فقد ساعد في شعبيته، وكان انتخابه لعضوية مجلس الشيوخ البندقي سريعًا. بينما كان يتمتع بشعبية كبيرة، إلا أنه كان لديه أيضًا منتقدون اتهموه بأنه يعتزم السيطرة على الدولة. 

### قيادة الأسطول الأول
مدعومًا بشعبيته، تم انتخابه لمنصب مشرف البحرية البندقية في 14 يناير 1512. في هذا المنصب، أظهر مهارات ومعرفة كبيرة بالمسائل البحرية، فضلاً عن النضج السياسي. كان الأسطول البحري في حالة سيئة في ذلك الوقت، وكان يفتقر إلى التنظيم والرجال وحتى السفن الصلبة.  على الرغم من محاولته معالجة الوضع، إلا أن هذا النقص أدى إلى بعض التجارب المريرة: في يوليو 1514، في كورفو، أجبره نقص المعدات الثقيلة على التوقف عن ملاحقة أسطول مكون من عشرين غاضبًا عثمانيًا، بينما في ديسمبر 1515 أجبر على حل أسطوله. في إستريا، حيث طالب الضباط والأطقم بدفع رواتبهم المتأخرة. نتيجة لذلك، في تقريره المعتاد إلى حكومة البندقية، انتقد بشدة تنظيم البحرية.  في غضون ذلك، شارك لفترة وجيزة في الدفاع عن بادوفا في فبراير 1514 أثناء (حرب عصبة كامبراي)، قبل أن يقوم بقمع (تمرد هفار) بقسوة كبيرة.  حاكم فاماغوستا بوابة «قلعة عطيل» في فاماغوستا من القرون الوسطى في ديسمبر 1515 تم تعيينه كقائد حصن (كابيتانو) في فاماغوستا في قبرص، بعد هدية قدرها 2000 دوكات إلى الجمهورية. وجد كابيلو أن تحصينات فاماغوستا غير كافية على الإطلاق لمواجهة هجوم عثماني، وندد بسلوك المسؤولين البندقيين في الجزيرة ووصفه بأنه «فاضح». ولأنه مقتنع بشدة «بسوء نية» العثمانيين، كرس نفسه لتعزيز دفاعات المدينة، وهو ما حققه فقط بإنفاق شهري إضافي متواضع قدره 400 دوكات. وأشاد خليفته، بارتولوميو كونتاريني، الذي حل محله في مارس 1519، بعمله صراحة. 

### الصعود إلى المناصب السياسية العليا

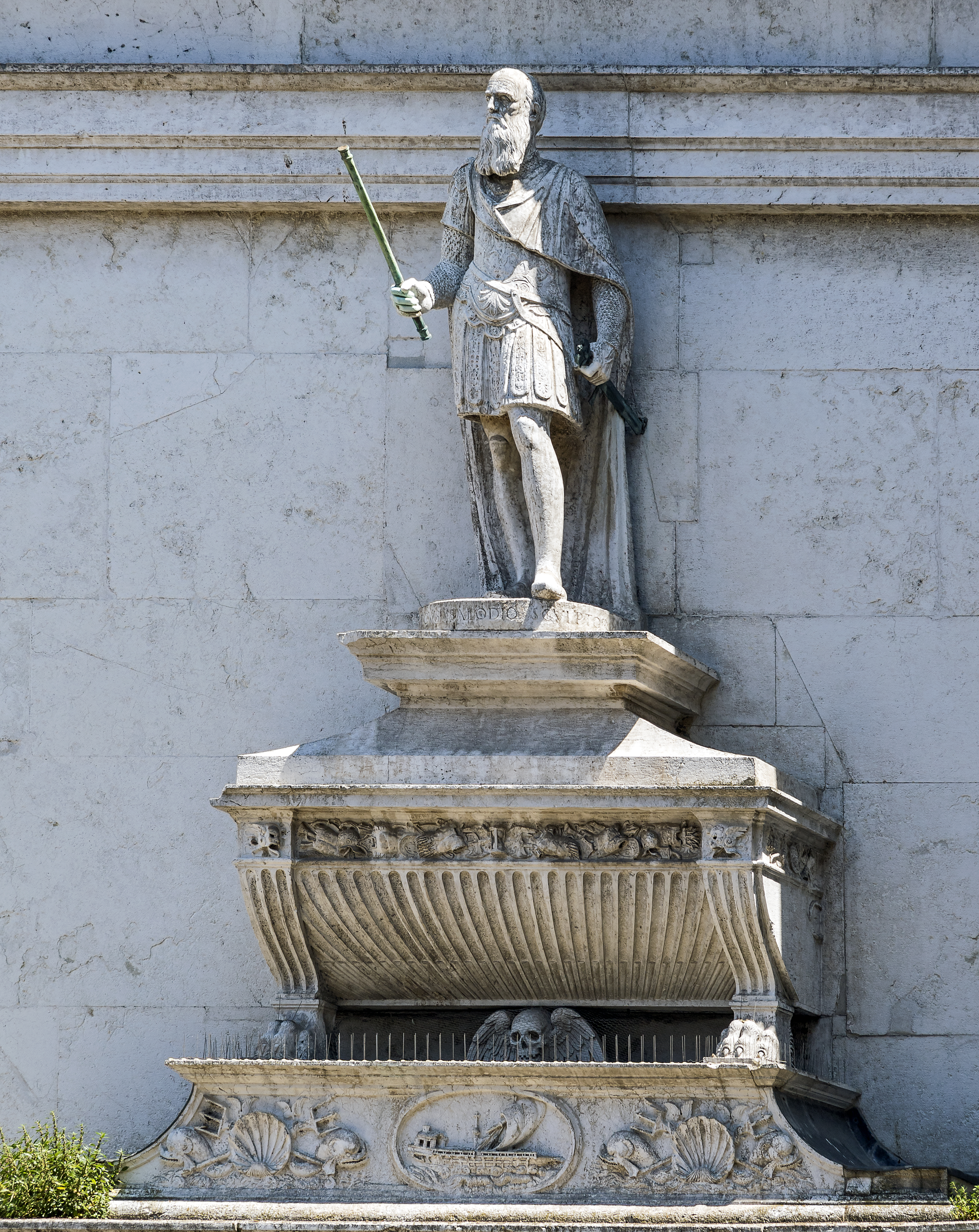
نصب تذكاري لفينشنزو كابيلو في كنيسة الدفن الخاصة به في سانتا ماريا فورموزا.

ترك فاماغوستا في 10 مارس 1519، في 29 يوليو عاد إلى البندقية، واستأنف حياته المهنية في حكومة الجمهورية. رفض ترشيحه كمشرف على تجهيزات الأسطول والمعدات في 16 أغسطس، ولكنه أصبح عضوًا في «مجلس العشرة» في 16 أكتوبر.  في 19 يونيو 1520، أصبح مستشارًا دوقيًا في سلسلة، وملازم حاكم لفريولي في 9 سبتمبر 1520. من هذا المنصب، لاحظ بعناية التحركات العسكرية العثمانية في دالماتيا.  عاد إلى البندقية في 7 يونيو 1522. انتخب خطيبًا للبابا الجديد، أدريان السادس، في أغسطس، ولم يذهب إلى روما بسبب انتشار الطاعون هناك.

### تجديد أوامر الأسطول
في عام 1535، تم انتخابه مستشارًا دوقيًا لسلسلة كاستيلو.  بعد اندلاع الحرب العثمانية البندقية الثالثة عام 1537، تم انتخابه بروففيديتور أل أرماتا. استولى أسطول البندقية وحلفاؤها (من بينهم إسبانيا هابسبورغ) على قلعة كاستلنوفو، تاركين وراءهم حامية إسبانية، ولكن هزمتهم البحرية العثمانية في معركة بريفيزا في سبتمبر 1538.  ألقى الإسبان لوم الهزيمة عليه وأصابوه بالمرض، وعاد إلى البندقية، حيث أصبح من كبار قضاة جمهورية البندقية.
توفي في 19 أغسطس 1541، ودفن في كنيسة سانتا ماريا فورموزا، التي زينت واجهتها بتمثاله. 